# Cortodera metallica
Cortodera metallica là một loài bọ cánh cứng trong họ Cerambycidae.